# Palantír
En palantír (ibland kallad för seende sten men egentligen med betydelsen "den som ser på avstånd") är en sten i Tolkiens värld som fungerar likt en kristallkula. När man ser i den kan man kommunicera med en annan sten, men endast Osgiliath-stenen kunde "tjuvlyssna" på de andra stenarna. Palantirerna var nästan omöjliga att skada, men det sägs att de kunde sprängas sönder vid höga temperaturer, till exempel i Orodruin. Det är troligt att den sten Sauron tagit som sin förstördes på detta sätt efter Barad-dûrs fall. Om man ville se mot öster var man tvungen att ställa sig i den riktningen och vice versa. Stenarna kunde också roteras vid behov. Stenen kunde se genom allt utom mörker och skugga. En teknik som kallades för höljning kunde utnyttjas för att utestänga fienden från känslig information. Denna kunskap har sedan länge gått förlorad men Sauron kände med stor sannolikhet till den.
Palantirerna tillverkades av alverna i Valinor i yttersta västern, med största sannolikhet av någon noldor, och troligtvis av Fëanor själv. Det tillverkades många palantirer men hur många är inte känt. Vissa hade makten över andra stenar och fanns i olika storlekar. De minsta var ca en fot i diameter medan de största fyllde ett helt rum. Mästarstenen förvarades i Avallonëtornet på Tol Eressëa, men inga uppgifter tyder på att någon kontakt fanns mellan denna och någon av stenarna i Midgård. Stenarna tycks också utöva makt över varelser vilket visades med Pippins erfarenhet med Orthancstenen.
Palantirerna fungerade bäst för dem som hade rätten att använda dem (till exempel Denethor och i ännu högre grad Elendils ättling Aragorn). Det var därför möjligt för Denethor att konfrontera Sauron (i många år) utan att underkasta sig Saurons vilja, ty Denethors förmågor förstärktes i förhållande till Saurons eftersom han hade rätten att använda sin palantir. Saruman hade däremot inte den rätten och klarade sig därför sämre än Denethor; i slutändan önskade han att Sauron skulle vinna, i alla fall motsatte han sig det inte längre.
De trogna alvvännerna som under Elendils ledning flydde från Númenor innan det landet sjönk förde med sig sju palantirer. Fyra sattes upp i Osgiliath, Minas Ithil, Minas Tirith, och i Orthanc; dessa var de stenar som placerades i Gondor. I Arnor fanns en sten i Annúminas, en på Amon Sûl (den största stenen i norr och den med längst räckvidd), och en på Emyn Beriad. Den senare kunde bara blicka ut över havet åt väster och Elendil blickade ofta ut över havet i hoppet om att se Númenor, men Númenor var borta för alltid. Círdan tog med sig den stenen när han lämnade Midgård.